# Friedrich Georg von Stein
Friedrich Georg von Stein zu Nord- und Ostheim (28. März 1769 in Nordheim; † 17. April 1851 in Würzburg) (abweichendes Geburtsjahr 1768) war ein deutscher Offizier, Kammerherr und Gutsbesitzer.

## Leben

### Familie
Friedrich Georg von Stein entstammte einem der ältesten adeligen Geschlechter Frankens und war der Sohn von Dietrich Philipp von Stein zu Nord- und Ostheim (* 4. September 1741 in Völkershausen (Willmars); † 15. Januar 1808 in Heidelberg), fränkischer Reichsritter, und dessen Ehefrau Marie Susanne (* 21. September 1737 in Tann; † 15. März 1797 in Nordheim), Tochter von Christoph Friedrich von der Tann (1697–1784). Der Stammsitz der Familie von Stein befand sich in Nordheim (Grabfeld) dieses Schloss wurde 1945 zerstört. Friedrich Georg von Stein wurde als der zweite von vier Söhnen und als das fünfte von zwanzig Kindern in Nordheim geboren. Von seinen Geschwistern sind namentlich bekannt:
- Karl von Stein (Lebensdaten unbekannt), ältester Bruder, verstarb vermutlich während eines Duells, als er in österreichischen Diensten stand;

- Friederike Elisabeth von Stein (* 22. September 1765 in Völkershausen; † 8. November 1797 in Hartmannswiller), verheiratet mit Gottfried Waldner von Freundstein (1757–1818), Mitglied des Generalrats des  Oberrheins;
- Julius Wilhelm von Stein (* 12. Juni 1770 in Völkershausen; † 15. Februar 1816 in Ostheim), Oberforstmeister, verheiratet mit Amalia Ernestina (* 10. Juli 1772 in Wien; † 6. April 1810 in Weimar), eine Tochter des Grafen Johann Friedrich Bachoff von Echt (1710–1781), deutsch-dänischer Diplomat;
- Caroline Ernestine von Stein (10. August 1777 in Völkershausen; † 16. Februar 1824 in Wurzenbach), verheiratet mit Joseph Charles Mellish (1769–1823), britischer Generalkonsul;
- Christian von Stein (Lebensdaten unbekannt, starb in Völkershausen), jüngster Bruder, war Offizier in preußischen Diensten.

Friedrich Georg von Stein heiratete am 20. Januar 1799 in Colmar Caroline Oktavie Louise (* 20. Oktober 1771 in Jebsheim; † 4. Mai 1842 in Nordheim), eine Tochter des Freiherrn Philipp Friedrich von Berckheim (1732–1812). Gemeinsam hatten sie neun Kinder, von diesen sind namentlich bekannt:
- Karl von Stein (* unbekannt; † 1828 in Bajardschik bei Warna), Offizier, starb beim Feldzug gegen die Türken;
- Amélie Octavia von Stein (* 1801; † 1829), verheiratet mit Baron Maximilian Sigismund Friedrich Albert de Dietrich (1802–1888), Industrieller;
- Franziska "Fanny" von Stein (* unbekannt; † November 1844), verheiratet mit Ludwig von Schultes, Hauptmann und Kammerherr in Meiningen;
- Siegmund Christian von Stein (* 16. Mai 1804; † 7. Mai 1886), verheiratet in erster Ehe mit Adriane Jeannette von Trümbach aus Wehrda, in zweiter Ehe war er mit Elise von Osterhausen aus Kassel verheiratet. Er gab nach dem Tod seines Vaters sein Amt als Jurist auf und übernahm die Administration der Güter.
- Henriette von Stein (* 1807; † 1869), Schriftstellerin, verheiratet mit Johann Karl Ludwig von Schorn;
- Amalie von Stein (* 1809; † 1869), Pröpstin des Stiftes Waizenbach;
- Frieda von Stein (* 17. September 1811; † 6. September 1852 in Pforzheim), Stiftsdame in Pforzheim
- Adelheid von Stein (* 1814; † 1858), nach dem Tod ihrer Schwester Oktavia war sie mit ihrem Schwager Maximilian Sigismund Friedrich Albert de Dietrich verheiratet.

### Werdegang
Seinen ersten Unterricht erhielt er von einem Hauslehrer, bis ihn sein Vater 1783 nach Stuttgart brachte, um ihn in der Hohen Karlsschule aufnehmen zu lassen.
Nach dem Besuch der Schule trat er in das Regiment von Maximilian Joseph, dem späteren König von Bayern, ein; dieser führte als Oberst in Straßburg ein französisches Kommando über das Regiment Royal Bavière. 1790 wurde er als Burgmann in der Burggrafschaft Friedberg aufgenommen.
Am 10. August 1792 war er an der Verteidigung von Ludwig XVI. in Paris beteiligt, als dieser während des Tuileriensturms von der Pariser Bevölkerung und Aufständischen in seinem Palast bedrängt und zur Flucht in die Gesetzgebende Nationalversammlung gezwungen wurde. Friedrich Georg von Stein wurde hierbei von Jakobinern verfolgt und gefangen genommen. Als er an einer Laterne erhängt werden sollte, konnte dies durch General Marie-Joseph Motier, Marquis de La Fayette verhindert werden, der ihn befreien konnte.
Nach der Hinrichtung von Ludwig XVI. am 21. September 1792 trat er in die österreichische Armee ein und kämpfte unter General Dagobert Sigmund von Wurmser am Rhein und in den Niederlanden gegen die neue Republik mit radikaldemokratischen Zügen. Später trat er in niederländische Dienste ein und nahm unter dem Oberbefehl des General Wilhelm von Hessen-Philippsthal an mehreren Schlachten teil. Bei einem dieser Gefechte kam er in französische Gefangenschaft und wurde zuerst nach Thionville und dann nach Metz in Haft gebracht. Er wurde im Kerker an Ketten geschmiedet und erwartete seine Hinrichtung durch die Guillotine, als am 27. Juli 1794 bekannt wurde, dass die "Terrorherrschaft" beendet sei, so dass er entlassen werden konnte. Mit Hilfe eines Priesters, dem er in der Vergangenheit einen Dienst erwiesen hatte, entkam er in dem ausgebrochenen Getümmel. Seine weitere Flucht wurde erschwert durch die Verletzungen, die die Ketten verursacht hatten, die das Fleisch bis auf die Knochen durchgerieben hatten, außerdem war er nur mit dem bekleidet, was er bei seiner Entlassung trug. Er reiste nur in der Nacht und konnte sich nur durch Betteln am Leben erhalten. Nach einiger Zeit erreichte er im Oberelsass das Schloss Ollweiler seines Schwagers Gottfried Waldner von Freundstein. Zuvor war seine Schwester mit ihren beiden Töchtern (Isabelle, die spätere Ehefrau des Generalmajors August Karl von und zu Egloffstein und Diana, die spätere Geliebte des Königs Jérôme Bonaparte von Westphalen) sowie dem Sohn Theodor Waldner von Freundstein vor den Jakobinern in die Nähe von Saverne in die Vogesen geflohen; dort hatten sie sich bis zum Ende der Terrorherrschaft versteckt.
Friedrich Georg von Stein konnte sich einige Monate bei seiner Schwester verstecken und machte in dieser Zeit die Bekanntschaft mit seiner späteren Frau Caroline Oktavie Louise von Berckheim.
Nach der Hochzeit zog er mit seiner Ehefrau auf das Stammschloss in Nordheim und führte für seinen Vater die Reichsritterschaft, mit der eine autonome Kleinherrschaft verbunden war; nach dem Tod seines Vaters 1803 übernahm er offiziell die Administration des Familiengutes. Das Barockschloss, das aus einer Wasserburg hervorging, wurde 1945 gesprengt.
Durch den Reichsdeputationshauptschluss von 1803 wurde die Reichsritterschaft aufgehoben und das Gebiet ging an das Großherzogtum Würzburg.
1808 einigten sich das Herzogtum Sachsen-Meiningen und das Großherzogtum Würzburg auf einen Gebietstausch, so dass Nordheim an Sachsen-Meiningen ging; es gehörte seitdem zum Amt Maßfeld im Herzogtum Sachsen-Meiningen.
Als 1813 die Kosaken bei seinen Untertanen besonders schlimm hausten, trat er als Oberst der Landwehr einem Piquet von vierzig Kosaken gegenüber, und donnerte ihnen mit gezogenem Säbel „Im Namen des Kaisers Alexander!“ entgegen, worauf diese die Flucht ergriffen. Bei einer anderen Gelegenheit wurde er von dem Pfarrer Gumpert in Queienfeld zu Hilfe gerufen. Nach seiner Ankunft enthob er den dortigen Kosakenoberst seines Kommandos, meldete sein Verfahren dem in Behrungen liegenden General, worauf dieser den Kosakenoberst an die Front versetzte.
Als er nach Berkach zu Hilfe gerufen wurde, traf er auf einen schwer verletzten Offizier, den er nach Nordheim bringen und versorgen ließ, es war der spätere preußische Minister Ernst von Bodelschwingh.
Durch die Aufhebung der Reichsritterschaft hatte er bereits bedeutende Rechte verloren und durch die Einführung einer neuen Verfassung für das Herzogtum Sachsen-Meiningen 1829 büßte er weitere Rechte ein, dazu kam, dass 1848 mit den Grundrechten des deutschen Volkes der privilegierte Gerichtsstand, die Patrimonialgerichtsbarkeit und die grundherrliche Polizei aufgehoben wurden.
Friedrich Georg von Stein war großherzoglicher toskanischer und später würzburgischer Kammerherr; er wurde auf dem Hauptfriedhof Würzburg begraben.